# Justicia oreophila
Justicia oreophila är en akantusväxtart som beskrevs av C. B. Cl.. Justicia oreophila ingår i släktet Justicia och familjen akantusväxter. Inga underarter finns listade i Catalogue of Life.